# فينغ تشن
فينغ تشن (بالصينية المبسطة: 冯晨)‏ هي لاعبة كرة الريشة صينية، ولدت في 29 أغسطس 1987 في خوبي في الصين.

## وصلات خارجية
- فينغ تشن على موقع BWF.tournamentsoftware.com (الإنجليزية)
- فينغ تشن على موقع BWFbadminton.com (الإنجليزية)